# Dancing on Ice
Dancing on Ice is een Nederlands televisieprogramma dat van 2006 tot 2007 uitgezonden werd door RTL 4 en in 2019 zijn terugkeer maakt op SBS6. Het programma is gebaseerd op een Brits format.
Het eerste seizoen van het programma was een coproductie tussen Nederland en België, hierdoor waren de deelnemers, jury en presentatoren uit beide landen. In België werd het programma uitgezonden door VTM.

## Format
In het programma gaat een groep bekende Nederlanders (en in seizoen 1 ook bekende Belgen) zonder ijsdanservaring, samen met een professionele partner, de strijd met elkaar aan. De deelnemers trainen met hun professionele partner weken van tevoren om zo het ijsdansen onder de knie te krijgen.
Op de zaterdagen vond de showronde plaats, waarbij de deelnemers elke week een nieuwe ijsdans laten zien. Hierna worden ze beoordeeld door een jury bestaande uit oud-kunstschaatsers en kunstschaatsjuryleden. Op de zondagavond vond live de uitslagshow plaats, waarin door een combinatie van jurywaardering en televoting werd bepaald welke twee paren zich moesten bewijzen in de skate-off.
In de skate-off streden de twee paren nogmaals tegen elkaar, uiteindelijk beslist de jury wie de wedstrijd moet verlaten.
Vanaf het tweede seizoen werd het programma uitgezonden op vrijdag en werd de skate-off bij de reguliere uitzending inbegrepen.

## Presentatie
Het eerste seizoen van het programma werd in 2006 gepresenteerd door de Vlaamse Francesca Vanthielen samen met de Nederlandse Martijn Krabbé. In 2007 keerde het programma voor een tweede seizoen terug, echter omdat dit geen coproductie meer was tussen Nederland en België werd Vanthielen vervangen door John Williams. In 2019 maakt het programma zijn terugkeer op SBS6. Ditmaal wordt het gepresenteerd door Winston Gerschtanowitz en Patty Brard.
| Presentator            | Seizoen 1 | Seizoen 2 | Seizoen 3 |
| ---------------------- | --------- | --------- | --------- |
| Francesca Vanthielen   |           |           |           |
| Martijn Krabbé         |           |           |           |
| John Williams          |           |           |           |
| Winston Gerschtanowitz |           |           |           |
| Patty Brard            |           |           |           |

## Juryleden
In het eerste seizoen van het programma waren vijf juryleden te zien met als juryvoorzitter Joan Haanappel. Naast haar in de jury zaten Sjoukje Dijkstra, Katrien Pauwels, Jeroen Prins en Thierry Smits. Allen hadden of hebben wat met het kunstrijden te maken. Toen het programma in 2007 terug keerde werd de jury van vijf leden terug gebracht naar drie leden. Pauwels, Prins en Smits keerde allen niet terug voor het tweede seizoen, schaatstrainer Chris Laheij werd aan de jury toegevoegd. In december 2019 keert het programma na 12 jaar terug, enkel Haanappel keerde terug als jurylid, naast haar kwamen nieuwe juryleden Marc Forno en Ruben Reus. Reus was eerder in het programma als professioneel schaatspartner te zien.
| Presentator      | Seizoen 1 | Seizoen 2 | Seizoen 3 |
| ---------------- | --------- | --------- | --------- |
| Joan Haanappel   |           |           |           |
| Sjoukje Dijkstra |           |           |           |
| Katrien Pauwels  |           |           |           |
| Jeroen Prins     |           |           |           |
| Thierry Smits    |           |           |           |
| Chris Laheij     |           |           |           |
| Marc Forno       |           |           |           |
| Ruben Reus       |           |           |           |

## Seizoensoverzicht
| Seizoen | Start            | Finale          | Koppels | Winnende kandidaat | Winnende professional  | Zender       |
| ------- | ---------------- | --------------- | ------- | ------------------ | ---------------------- | ------------ |
| 1       | 26 augustus 2006 | 15 oktober 2006 | 10      | Staf Coppens       | Monique van der Velden | RTL 4 en VTM |
| 2       | 11 januari 2007  | 17 maart 2007   | 15      | Joris Putman       | Sanne Samuels          | RTL 4        |
| 3       | 6 december 2019  | 25 januari 2020 | 9       | Tommie Christiaan  | Klabera Komini         | SBS6         |

### Seizoen 1 (2006)
Het eerste seizoen werd uitgezonden van zaterdag 26 augustus tot en met zondag 15 oktober 2006. Op de zaterdagen vond de showronde plaats en op de zondagavond vond live de uitslagshow en de skate-off plaats. Doordat het seizoen een coproductie was tussen Nederland en België deden er zowel bekende Nederlanders als bekende Belgen mee.
| Nr | Deelnemer        | Land       | Beroep                      | Schaatspartner         | Opmerking                                                 |
| -- | ---------------- | ---------- | --------------------------- | ---------------------- | --------------------------------------------------------- |
| 1  | Staf Coppens     | Vlaanderen | acteur en presentator       | Monique van der Velden | Winnaar                                                   |
| 2  | Froukje de Both  | Nederland  | actrice en presentatrice    | Vitali Baranov         | Geëindigd als tweede                                      |
| 3  | Kelly Pfaff      | Vlaanderen | model en tv-persoonlijkheid | Andrej Lipanov         | Verloor op 15 oktober de skate-off van Staf Coppens       |
| 4  | John Williams    | Nederland  | presentator                 | Melanie Carrington     | Verloor op 8 oktober de skate-off van Staf Coppens        |
| 5  | Wendy van Dijk   | Nederland  | actrice en presentatrice    | Ruben Reus             | Verloor op 1 oktober de skate-off van Froukje de Both     |
| 6  | Wim Soutaer      | Vlaanderen | zanger                      | Joëlle Bastiaanse      | Verloor op 24 september de skate-off van Wendy van Dijk   |
| 7  | Pascale Naessens | Vlaanderen | fotomodel en presentatrice  | Franck Levier          | Verloor op 17 september de skate-off van Froukje de Both  |
| 8  | Luc Appermont    | Vlaanderen | presentator                 | Ellen Mareels          | Verloor op 10 september de skate-off van Pascale Naessens |
| 9  | Babette van Veen | Nederland  | actrice en zangeres         | Thomas Hopman          | Verloor op 3 september de skate-off van John Williams     |
| 10 | Bert Kuizenga    | Nederland  | presentator en acteur       | Chouw Lan-Chan         | Verloor op 27 augustus de skate-off van Babette van Veen  |

### Seizoen 2 (2007)
Het tweede seizoen werd uitgezonden van vrijdag 11 januari tot en met woensdag 21 maart 2007 uitgezonden. Sinds het tweede seizoen werden de showronde en de uitslagshow met de skate-off tot een aflevering gemaakt, deze werd uitgezonden op de vrijdag. Echter door tegenvallende kijkcijfers werd de laatste helft van het seizoen uitgezonden op de woensdag avond. Twee dagen voordat het seizoen van start ging werd als reactie op de last-minute-wildcard-ronde van Sterren Dansen op het IJs aangekondigd dat ook Dancing on Ice een wildcard-ronde zou houden. Hiervoor konden onbekende Nederlands zich aanmelden om zo kans te maken op een deelnamen in het programma, deze werd gewonnen door Antoni Wanders.
| Nr | Deelnemer              | Beroep                            | Schaatspartner    | Opmerking                                                     |
| -- | ---------------------- | --------------------------------- | ----------------- | ------------------------------------------------------------- |
| 1  | Joris Putman           | acteur en presentator             | Sanne Samuels     | Winnaar                                                       |
| 2  | Quinty Trustfull       | presentatrice                     | Stuart Widdall    | Geëindigd als tweede                                          |
| 3  | Sander Janson          | presentator                       | Chouw Lan Chan    | Verloor op 21 maart de skate-off van Quinty Trustfull         |
| 4  | Winston Gerschtanowitz | presentator en acteur             | Katja Golovatenko | Verloor op 14 maart de skate-off van Sander Janson            |
| 5  | Antoni Wanders         | gewone Nederlander                | Nancy             | Verloor op 7 maart de skate-off van Sander Janson             |
| 6  | Marielle Bastiaansen   | televisiekapster en presentatrice | Joel Mangs        | Verloor op 28 februari de skate-off van Quinty Trustfull      |
| 7  | Jan Postulart          | danssporttrainer                  | Joëlle Bastiaans  | Verloor op 21 februari de skate-off van Antoni Wanders        |
| 8  | Stella Gommans         | presentatrice en actrice          | Ruben Reus        | Verloor op 16 februari de skate-off van Marielle Bastiaansen  |
| 9  | John Jones             | acteur                            | Katie Stainsby    | Verloor op 9 februari de skate-off van Winston Gerschtanowitz |
| 10 | Dieter Troubleyn       | acteur                            | Theresa Schumann  | Verloor op 9 februari de skate-off van Winston Gerschtanowitz |
| 11 | Marilou le Grand       | presentatrice                     | Mike Aldred       | Verloor op 2 februari de skate-off van Dieter Troubleyn       |
| 12 | Kelly van der Veer     | tv-persoonlijkheid                | Andy Renard       | Verloor op 2 februari de skate-off van Dieter Troubleyn       |
| 13 | Regilio Tuur           | bokser                            | Janna Forrovà     | Verloor op 26 januari de skate-off van Stella Gommans         |
| 14 | Suze Mens              | presentatrice                     | Jozef Bestandig   | Verloor op 19 januari de skate-off van Regilio Tuur           |
| 15 | Cindy Langejan         | zelfstandig ondernemer            | Thomas Hopman     | Verloor op 12 januari de skate-off van Antoni Wanders         |

### Seizoen 3 (2019/2020)
Na twaalf jaar afwezigheid werd aangekondigd dat het programma zijn terugkeer zou maken voor een derde seizoen, deze wordt uitgezonden vanaf zaterdag 7 december 2019. De deelnemers werden in oktober 2019 bekendgemaakt. Deze versie kent in tegenstelling tot de voorgaande seizoenen niet gelijk een skate-off, maar zodra alle deelnemers hebben gedanst, valt in eerste instantie degene die onderaan eindigt direct af. De skate-off vindt pas plaats vanaf aflevering 5. Verder kunnen de kijkers meejureren met een app.
| Nr | Deelnemer           | Beroep                                | Schaatspartner   | Opmerking                                            |
| -- | ------------------- | ------------------------------------- | ---------------- | ---------------------------------------------------- |
| 1  | Tommie Christiaan   | zanger                                | Klabera Komini   | Winnaar                                              |
| 2  | Juvat Westendorp    | acteur, danser en choreograaf         | Lauren Farr      | Verloor de afsluitende kür van Tommie                |
| 3  | Elske DeWall        | singer-songwriter                     | Mark Olivier     | Viel als tweede af in de finale                      |
| 4  | Donny Roelvink      | model, acteur en mediapersoonlijkheid | Maria Sergejeva  | Viel als eerste af in de finale                      |
| 5  | Nicolien Sauerbreij | snowboardster                         | Matej Silecky    |                                                      |
| 6  | Charly Luske        | zanger                                | Shelby Sylvester |                                                      |
| 7  | Roy Donders         | ondernemer en zanger                  | Ale Izquierdo    | Verloor in een skate-off van Elske DeWall.           |
| 8  | Sabine Uitslag      | oud-politica                          | Craig Norris     | Had na vier uitzendingen de minste punten verzameld. |
| 9  | Celine Huijsmans    | presentatrice                         | Allen            | Had na drie uitzendingen de minste punten verzameld. |

## Trivia
- Tijdens de eerste twee seizoenen vond een zogeheten IJsdansoorlog plaats tussen de televisiezenders RTL 4 en SBS6. Toen RTL 4 begon met het uitzenden van Dancing on Ice, begon SBS6 met het uitzenden van zijn eigen ijsdansshow genaamd Sterren Dansen op het IJs en gingen ze hiermee met elkaar de strijd om de kijkcijfers aan.[8][9]
- John Williams en Winston Gerschtanowitz waren beide zowel als deelnemers en als presentatoren in het programma te zien.
- Door tegenvallende kijkcijfers van het tweede seizoen in 2007 werd besloten om vanaf 21 februari de overige afleveringen op de woensdagavond uit te gaan zenden.